# Frederick (Kansas)
Frederick – miasto w Stanach Zjednoczonych, w stanie Kansas, w hrabstwie Rice.